# 伯克蘭丁 (密西西比州)
伯克蘭丁（英語：Burke Landing）是位於美國密西西比州科荷馬縣的非建制地區。

## 地理
伯克蘭丁所處的海拔為高於海平面46米（即151英呎），而該地所採用的時區為UTC-6，即北美中部時區（CST）。同時該地設有夏令時間，為UTC-6調快一小時，即UTC-5（CDT）。